# ОМЗ-Спецсталь
ООО «ОМЗ-Спецсталь» —  российский производитель металлургических заготовок для различных отраслей промышленности. Предприятие создано в августе 2002 года на базе металлургического комплекса Ижорских заводов.
В номенклатуру «ОМЗ-Спецсталь» входят стальные поковки и листовой прокат для общего машиностроения, судостроения, металлургии, энергетики, атомной отрасли  и нефтегазохимической отрасли. Компания входит в состав ОАО Объединенные машиностроительные заводы (группа ОМЗ).

## История

### Довоенные годы
История завода неразрывно связана с историей Ижорских заводов, которая началась почти одновременно с рождением Санкт-Петербурга. Заложив в мае 1703 года город на берегах Невы,  Пётр I начал осуществлять идею создания Российского флота на Балтике. Первой специализацией будущего промышленного гиганта стала поставка корабельного леса, якорей и медных листов для российского флота. В XVIII веке флотские заказы были основными для Ижорской пильной мельницы, однако здесь также выпускались мельничные пилы, машинные ковши, молоты, клещи, топоры, петли, бугели.
С1806 года Ижорские заводы начали изготовление литых орудий. В 1816 году на заводе была изготовлена первая отечественная паровая машина для колесного парохода. С1818 года начали производиться самые совершенные по тем временам навигационные приборы, с 1863 года - паровые двигатели, суда, баржи, корабельные механизмы. В 1866 году на первом в России бронепрокатном стане была прокатана первая броневая корабельная плита.
С введением в строй в 1903-1905 годах комплекса металлургических цехов для производства судовой брони, включавшего сталеплавильное, прокатное, кузнечно-прессовое и термическое оборудование, заводское машиностроение получило мощную металлургическую базу, а завод стал российским монополистом по производству судовой брони.
Во время гражданской войны Ижорские заводы производили бронировали поезда, участвовали в изготовлении первых танков. Продукцией первых пятилеток стали буровые станки, прокатное оборудование, изделия для метро, каналов, ГЭС и др.
В 1931 году на Ижорских заводах был спроектирован и изготовлен первый отечественный блюминг для Макеевского металлургического комбината. С 1939 года организовано производство корпусов тяжелых танков.

### Великая Отечественная война
Особую страницу в заводской истории занимают годы Великой Отечественной войны и блокады Ленинграда. Колпинские рубежи защищал знаменитый «Ижорский батальон», состоящий из работников предприятия. Линия обороны проходила в трех-четырёх километрах от заводской проходной. Ижорцы освоили выпуск реактивных снарядов для гвардейских миномётов "Катюша", ремонтировали корабли, танки и другую боевую технику.

### Послевоенные годы
В пятидесятых годах на предприятии было освоено серийное производство прессов для различных отраслей промышленности, налажен выпуск рулевых машин, винтов регулируемого шага, оборудования прокатных станов.
С начала 60-х годов началась коренная реконструкция предприятия и изменилась его специализация. На Ижорских заводах были созданы специализированные металлургические и машиностроительные мощности по серийному выпуску оборудования для АЭС с водоводяными энергетическими реакторами и тяжелых экскаваторов для открытых горнорудных карьеров. Более 2000 ижорских экскаваторов используются как основная добывающая машина на месторождениях полезных ископаемых, разрабатываемых открытым способом, как в России, так и за её пределами.

### Современность
В 90-е годы Ижорские заводы освоили изготовление целого ряда сосудов высокого давления для глубокой переработки нефти. С1990 года было изготовлено по российским стандартам более 150 сосудов для нефтехимической и нефтеперерабатывающей промышленности.
В 2002 году после реструктуризации предприятия металлургические мощности Ижорских заводов вошли в состав «ОМЗ-Спецсталь».
2008 год. Строительство дуговой сталеплавильной печи, емкостью 120 т (ДСП- 120). Новая печь способна выплавлять металл для крупнотоннажных заготовок, в том числе для обечаек корпусов реакторов АЭС, нефтехимии, тяжелых роторов для генераторов и паровых турбин, гидровалов, также прокатных валков.
2012 год.  Внедрена установка вакуумно-кислородного рафинирования стали VD/VOD, которая позволяет получать коррозионностойкую сталь с более низким содержанием углерода и меньшими потерями легирующих элементов по сравнению с традиционной технологией производства стали.
2013 год. Компания осуществила модернизацию установки внепечного рафинирования и вакуумирования (УВРВ-1, производство шведской фирмы ASEA-SKF). УВРВ-1 предназначена для проведения внепечной обработки жидкой стали, с целью снижения содержания в ней вредных примесей и осуществления окончательного легирования.
2014 год. Введена в эксплуатацию установка тепловых испытаний роторов, используемых в энергетической отрасли. Установка предназначена для определения радиального биения ротора (вала) при его нагреве, а также определения прогиба ротора (вала) в процессе выдержки при заданной температуре испытаний и в процессе охлаждения. Установка позволяет обрабатывать роторы весом от 2 до 135 тонн, диаметром от 250 до 2150 мм и длиной от 1500 до 10000 мм.

## Деятельность
«ОМЗ-Спецсталь» специализируется на производстве металлургических полуфабрикатов из  сталей со специальными свойствами. Продукцией предприятия являются стальные поковки (массой до 260 т) и горячекатаные листы и плиты (толщиной до 450 мм) из различных марок стали собственного производства – от простых инструментальных до нержавеющих специального назначения. Диапазон выплавляемых марок стали превышает 300 наименований. ОМЗ-Спецсталь имеет опыт производства и поставки продукции по стандартам ASTM, JIS, DIN, NFA, BS и др.

### Сталеплавильное производство
Основу сталеплавильного производства предприятия составляет сверхмощная электропечь ДСП-120, производящая 118 — 121 тыс. т стали в год (проектная мощность 636 тыс.т в год). Печь оборудована тремя газокислородными горелками с возможностью работы в режиме инжектора. ДСП-120 имеет мощность трансформатора 60 МВа и предназначена для выплавки всевозможных марок стали.
Качество стали гарантировано применением внепечной обработки в установках вакуумирования и рафинирования стали ASEA-SKF и LF + VD/VOD. Последняя, является компьютеризированной установкой ковшевого рафинирования и вакуумирования для производства сталей ответственного назначения: углеродистых, легированных и низкоуглеродистых нержавеющих марок.
Участок разливки занимается производством слитков развесом от 3,5 т до 420,0 т. Разливка стали производится тремя способами: в вакууме, сифоном и сверху.

### Кузнечно-прессовое производство
Ковка заготовок производится на гидравлических прессах 1250тс, 3200тс, 6000тс и в том числе на одном из крупнейших в Европе автоматизированном ковочном комплексе 12000тс. На данном оборудовании имеется возможность получать поковки методом свободной ковки массой от 250кг до 260т из специальных марок стали с использованием слитков от 3 т до 500 т.

### Механотермическое производство
В своем распоряжении ОМЗ-Спецсталь имеет парк токарно-винторезного, карусельного, расточного и фрезерного оборудования, также представлены ленточнопильные станки и станки глубокого сверления.
Термическое оборудование  позволяет получать структуру металла, обеспечивающую высокие эксплуатационные характеристики продукции. Термообработка заготовок производится в термических газопламенных камерных печах с выдвижным подом грузоподъемностью до 800т. Закалка производится в воде, в масле, а также в специальной полимерной среде.
На ОМЗ-Спецсталь представлены 23 нагревательные печи для нагрева заготовок под ковку и 27 печей для предварительной термической обработки поковок различных типов и размеров:
Печи нагревательные:
Грузоподъемность:	от 30 до 1100 т
Ширина:	до 6000 мм
Длина:	 до 28000 мм
Печи термические:
Грузоподъемность:	от 80 до 600 т
Ширина:	до 6000 мм
Длина:	 до 22000 мм